# Zhang Yifan
Zhang Yifan (chiń. 张一璠; ur. 22 listopada 2000) – chińska pływaczka specjalizująca się w stylu dowolnym.
W 2021 roku podczas igrzysk olimpijskich w Tokio płynęła w wyścigu eliminacyjnym sztafet 4 × 200 m stylem dowolnym i otrzymała złoty medal, kiedy Chinki zwyciężyły w finale. 